# Су Меријагу (Каљари)
Су Меријагу је насеље у Италији у округу Каљари, региону Сардинија.
Према процени из 2011. у насељу је живело 30 становника. Насеље се налази на надморској висини од 16 м.